# Tân Thành, Mộc Hóa
Tân Thành là một xã thuộc huyện Mộc Hóa, tỉnh Long An, Việt Nam.
Xã Tân Thành có diện tích 35,14 km², dân số năm 1999 là 3.750 người, mật độ dân số đạt 107 người/km².